# Mick Bates (fotbollsspelare)
Michael John "Mick" Bates, född 19 september 1947 i Armthorpe, Doncaster, South Yorkshire, död 12 juli 2021, var en engelsk professionell fotbollsspelare. 
Bates började sin fotbollskarriär i Leeds United och var en mittfältare i tolv år under lagets storhetstid på 1960- och 1970-talet. Under sin spelarkarriär i Leeds från 1964 till 1976 spelade han enbart 187 matcher och gjorde 9 mål, varav 125 ligamatcher och 4 ligamål, då han hade svårt att ta en ordinarie plats i konkurrens med de ordinarie spelarna Billy Bremner och John Giles. 
Efter perioden i Leeds spelade han dessutom för Walsall, Bradford City och Doncaster Rovers innan han avslutade spelarkarriären 1981 efter 17 år och mer än 300 matcher.